# Bahnstrecke Derneburg–Seesen
| |                         |                                            |                                            |
| Streckennummer (DB): | 1823                    |                                            |                                            |
| Kursbuchstrecke (DB): | ex 241, ex 206e         |                                            |                                            |
| Kursbuchstrecke: | 184h (1934) 206e (1946) |                                            |                                            |
| Streckenlänge: | 31 km                   |                                            |                                            |
| Spurweite: | 1435 mm (Normalspur)    |                                            |                                            |
| Maximale Neigung: | 16,7 ‰                  |                                            |                                            |
| Minimaler Radius: | 240 m                   |                                            |                                            |
| |                         |                                            |                                            |
| \| \| \| von Hildesheim \| \| \| \| 0,0 \| Derneburg (Han) ⊙ \| Derneburg (Han) ⊙ \| \| \| \| nach Goslar, ehem. nach Salzgitter-Drütte \| \| \| \| 3,4 \| Wohldenberg \| Wohldenberg \| \| \| 6,7 \| Nienhagen (Nette) \| Nienhagen (Nette) \| \| \| 7,8 \| Schlewecke (Nette) \| Schlewecke (Nette) \| \| \| 11,0 \| Bockenem ⊙ \| Bockenem ⊙ \| \| \| 14,3 \| Königsdahlum \| Königsdahlum \| \| \| 15,7 \| Bornum am Harz ⊙ \| Bornum am Harz ⊙ \| \| \| \| Schacht Hermann II \| \| \| \| 18,2 \| Rothenberg \| 125 m \| \| \| \| Schacht Carlsfund II \| \| \| \| 19,2 \| Großrhüden \| 129 m \| \| \| 23,4 \| Bornhausen \| 161 m \| \| \| \| von Börßum (Braunschweigische Südbahn) \| \| \| \| \| Seesen Landesbahnhof \| 214 m \| \| \| \| Seesen (Bahnhof ⊙) \| \| \| \| \| nach Kreiensen (Braunschweigische Südbahn) \| \| \| \| \| nach Herzberg \| \| |                         |                                            |                                            |
| Strecke |                         | von Hildesheim                             | von Hildesheim                             |
| Bahnhof | 0,0                     | Derneburg (Han) ⊙                          | Derneburg (Han) ⊙                          |
| Abzweig geradeaus und nach links |                         | nach Goslar, ehem. nach Salzgitter-Drütte  | nach Goslar, ehem. nach Salzgitter-Drütte  |
| ehemaliger Haltepunkt / Haltestelle | 3,4                     | Wohldenberg                                | Wohldenberg                                |
| ehemaliger Bahnhof | 6,7                     | Nienhagen (Nette)                          | Nienhagen (Nette)                          |
| ehemaliger Haltepunkt / Haltestelle | 7,8                     | Schlewecke (Nette)                         | Schlewecke (Nette)                         |
| ehemaliger Bahnhof | 11,0                    | Bockenem ⊙                                 | Bockenem ⊙                                 |
| ehemaliger Haltepunkt / Haltestelle | 14,3                    | Königsdahlum                               | Königsdahlum                               |
| Betriebs-/Güterbahnhof Strecke ab hier außer Betrieb | 15,7                    | Bornum am Harz ⊙                           | Bornum am Harz ⊙                           |
| Abzweig geradeaus und von rechts (Strecke außer Betrieb) |                         | Schacht Hermann II                         | Schacht Hermann II                         |
| Dienststation / Betriebs- oder Güterbahnhof (Strecke außer Betrieb) | 18,2                    | Rothenberg                                 | 125 m                                      |
| Abzweig geradeaus und nach rechts (Strecke außer Betrieb) |                         | Schacht Carlsfund II                       | Schacht Carlsfund II                       |
| Bahnhof (Strecke außer Betrieb) | 19,2                    | Großrhüden                                 | 129 m                                      |
| Bahnhof (Strecke außer Betrieb) | 23,4                    | Bornhausen                                 | 161 m                                      |
| Verschwenkung nach rechts und ehemals nach links (Strecke außer Betrieb) · Strecke nach halbrechts und von links |                         | von Börßum (Braunschweigische Südbahn)     | von Börßum (Braunschweigische Südbahn)     |
| Kopfbahnhof Streckenende (Strecke außer Betrieb) · Strecke |                         | Seesen Landesbahnhof                       | 214 m                                      |
| Bahnhof |                         | Seesen (Bahnhof ⊙)                         | Seesen (Bahnhof ⊙)                         |
| Abzweig geradeaus und nach rechts |                         | nach Kreiensen (Braunschweigische Südbahn) | nach Kreiensen (Braunschweigische Südbahn) |
| Strecke |                         | nach Herzberg                              | nach Herzberg                              |

Die Bahnstrecke Derneburg–Seesen ist eine ehemals 31 Kilometer lange Nebenbahn im westlichen Vorland des Harzes. Sie diente und dient hauptsächlich der regionalen Erschließung. Wichtigste Zwischenhalte waren Bockenem und Bornum, der heutige Endpunkt. Zwischen Derneburg und Bornum wird die Strecke noch immer von Güterzügen befahren.
Die Strecke verläuft von Derneburg an der Bahnstrecke Hildesheim–Goslar entlang dem Flüsschen Nette nach Süden, daher auch die alternative Bezeichnung Nettetalbahn. In einer großen Schleife wurden Seesen und die Bahnstrecke Börßum–Kreiensen erreicht.

## Geschichte

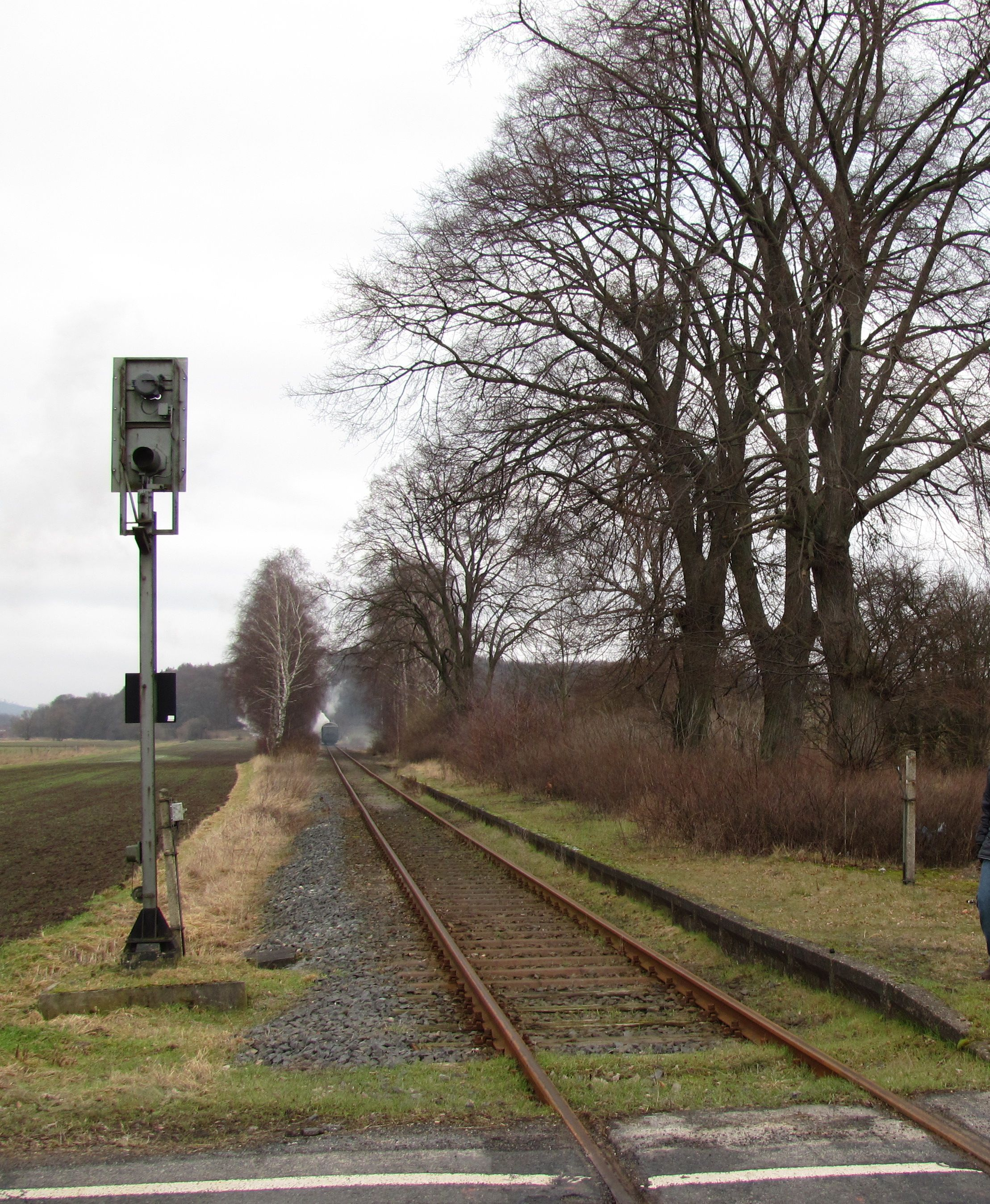
Ehemaliger Haltepunkt Wohldenberg

Diese Strecke ist der südwestlichste Teil des Netzes, mit dem die Braunschweigische Landes-Eisenbahn-Gesellschaft die ländlicheren Regionen des Herzogtums erschließen wollte. Diese hatte 1886 die Bahnstrecke Braunschweig Nord–Lichtenberg–Derneburg errichtet. Von dort aus wurde etappenweise nach Süden weiter gebaut. Am 27. Mai 1887 wurde Derneburg–Bockenem in Betrieb genommen; am 1. Oktober ging es bis Großrhüden weiter. Über eineinhalb Jahre später, am 1. Mai 1889, wurde Seesen erreicht. Die Landeseisenbahn, die formell privat war, aber vom Herzogtum finanziell unterstützt wurde, hatte einen eigenen Bahnhof in Seesen, etwa 400 Meter nach Nordosten vom Bahnhof der Preußischen Staatsbahn entfernt. Die heutige Straße „An der Landesbahn“ erinnert daran. Nur für den Güterverkehr wurde eine Verbindung zwischen den Bahngesellschaften eingerichtet.
Vom Rangierbahnhof Rothenberg aus führte von 1898 bis zur Stilllegung 1928 eine Anschlussbahn zu den Kaliwerken Carlsfund und Hermann II.
Die Kaliwerke waren die bedeutendsten Güterkunden an der Strecke.
1938 wurde die Landesbahn verstaatlicht und ihr Netz in die Reichsbahn eingegliedert. Seitdem fuhren die Personenzüge bis in den Seesener Staatsbahnhof. Einige Züge wechselten dort auf die Bahnstrecke Herzberg–Seesen; zeitweilig wurden Zugverbindungen von Hildesheim über Bockenem, Seesen und Osterode am Harz nach Herzberg angeboten.
Besondere oder überregionale Bedeutung erreichte diese Strecke nur wenige Tage als Umleitung für die Hannöversche Südbahn. Zusätzlich zu den bei ländlichen Nebenbahnen üblichen Problemen wurde diese Strecke dadurch entwertet, dass sie direkt parallel zur Bundesautobahn 7 verlief.
Bereits in den 1970er-Jahren wurde der Personenverkehr auf fünf Züge pro Tag und Richtung zurückgenommen; ab 1982 fuhren sie nur noch werktags. 1984 wurde die angrenzende Stammstrecke der Landesbahn von Salzgitter-Lebenstedt nach Derneburg aufgegeben.
In den 1980er-Jahren wurde die Strecke mit Akkutriebwagen (Baureihe 515), Wendezügen mit Diesellokomotiven der Baureihe 212 und Dieseltriebwagen der Baureihe 614 bedient. Am 25. Mai 1990 fuhr der letzte planmäßige Personenzug.
Zum 31. Dezember 1995 wurde der Güterverkehr eingestellt; die Strecke wurde zum 1. Januar 1996 stillgelegt. Der Abschnitt Seesen–Bornhausen ist heute unbefahrbar und stillgelegt, aber noch nicht vollständig abgebaut. Im Abschnitt Rhüden–Bornhausen befindet sich aber schon ein Radwanderweg auf der alten Bahntrasse.

## Bahnstrecke Derneburg–Bornum
In Bornum produziert die auf industriellen Korrosionsschutz spezialisierte HAW Linings GmbH unter anderem Innenbeschichtungen für Kesselwagen. 1996 hat das Unternehmen den Streckenabschnitt Derneburg–Bornum gepachtet und betreibt diesen seitdem (Stand 2009) als Werksanschluss.
Die HAW Linings GmbH kaufte 1996 die Diesellokomotive HAW 9 mit Gelenkwellenantrieb für ihre Werksbahn. Die Diesellokomotive wurde im Jahr 1966 von der Maschinenbau Kiel unter der Serienbezeichnung MaK G 320 B ex und der Fabriknummer 220083 gebaut.
Auf dem Streckenabschnitt Derneburg–Bornum verkehrt mehrmals im Jahr eine Museumseisenbahn mit einem Reichsbahnzug von 1928, der in Bockenem sowie bei Bedarf in Königsdahlum, Schlewecke, Nienhagen und Wohldenberg hält. Der Reichsbahnzug von 1928 wird abwechselnd von der Dampflokomotive mit der Nummer 89 7513 und von der Diesellokomotive HAW 9 gezogen. Der Fahrplan ist so gestaltet, dass man nach einem kürzeren Aufenthalt in Bornum wieder zu dem Bahnhof bzw. Haltepunkt zurückfahren kann, an dem man eingestiegen ist.
Seit 1989 gehört die im Jahr 1912 gebaute Dreikuppler-Tenderlokomotive mit der Nummer 89 7513 der Dampfzug Betriebs-Gemeinschaft Hildesheim e. V. Nach der Restaurierung durch deren Arbeitskreis Loburg ist sie in Loburg stationiert und befährt als Museumsbahn auch die Bahnstrecke Derneburg-Bornum.
Die HAW Linings GmbH stellt ihre Diesellok HAW 9 der Dampfzug Betriebs-Gemeinschaft Hildesheim e. V. für deren Fahrten mit historischen Eisenbahnwagen auf der Bahnstrecke von Derneburg nach Bornum zur Verfügung.

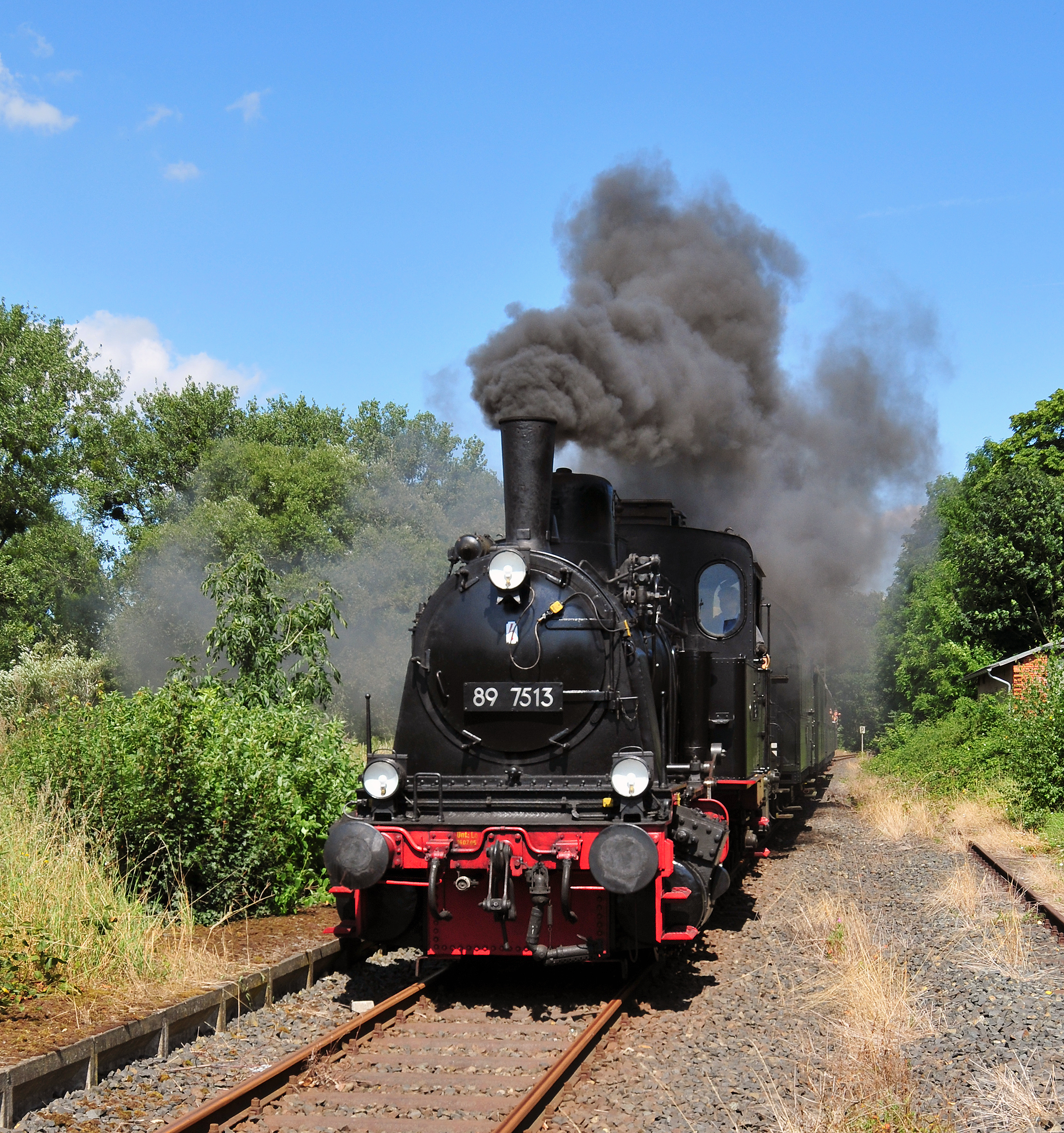
Dampflokomotive 89 7513
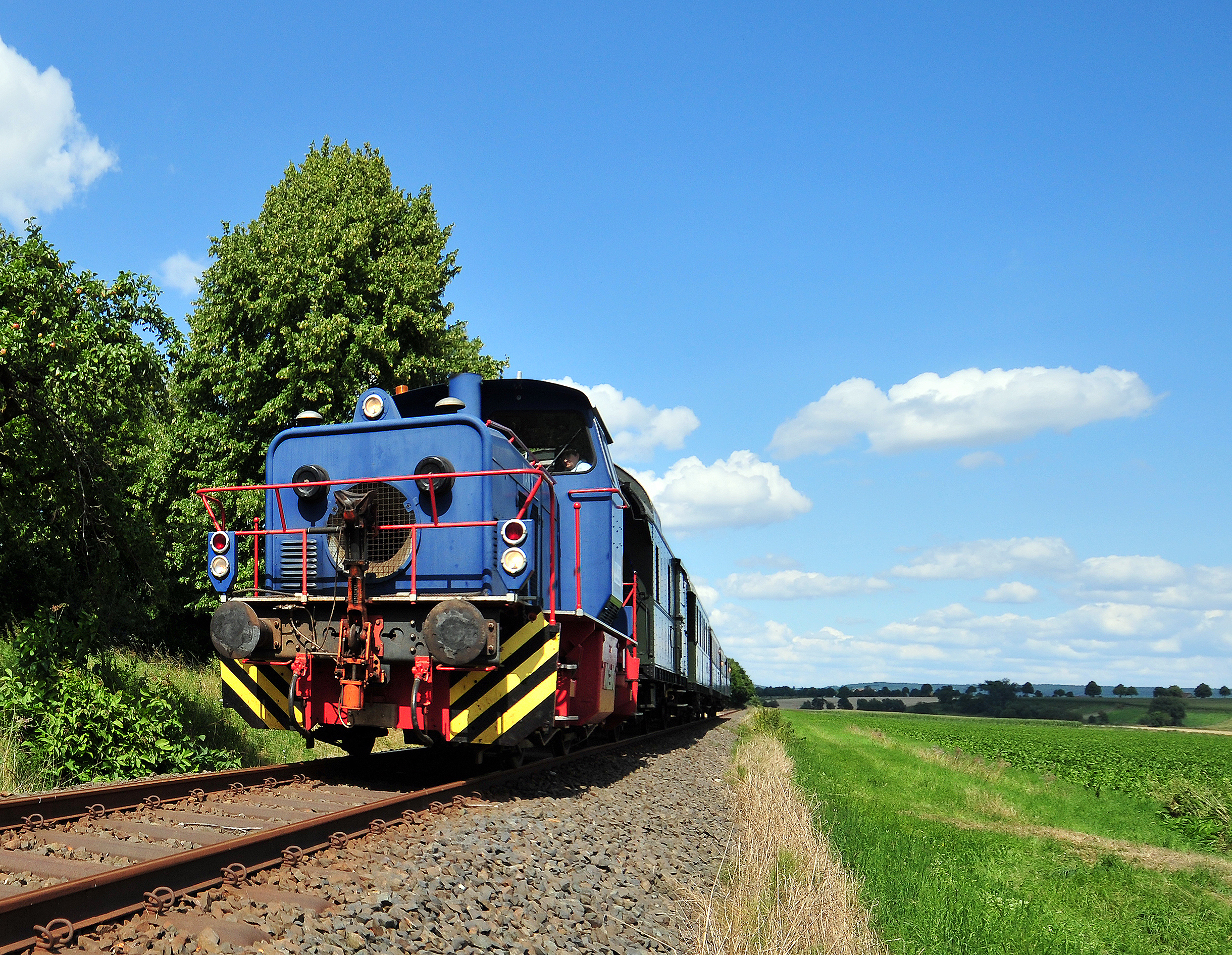
Diesellok HAW 9
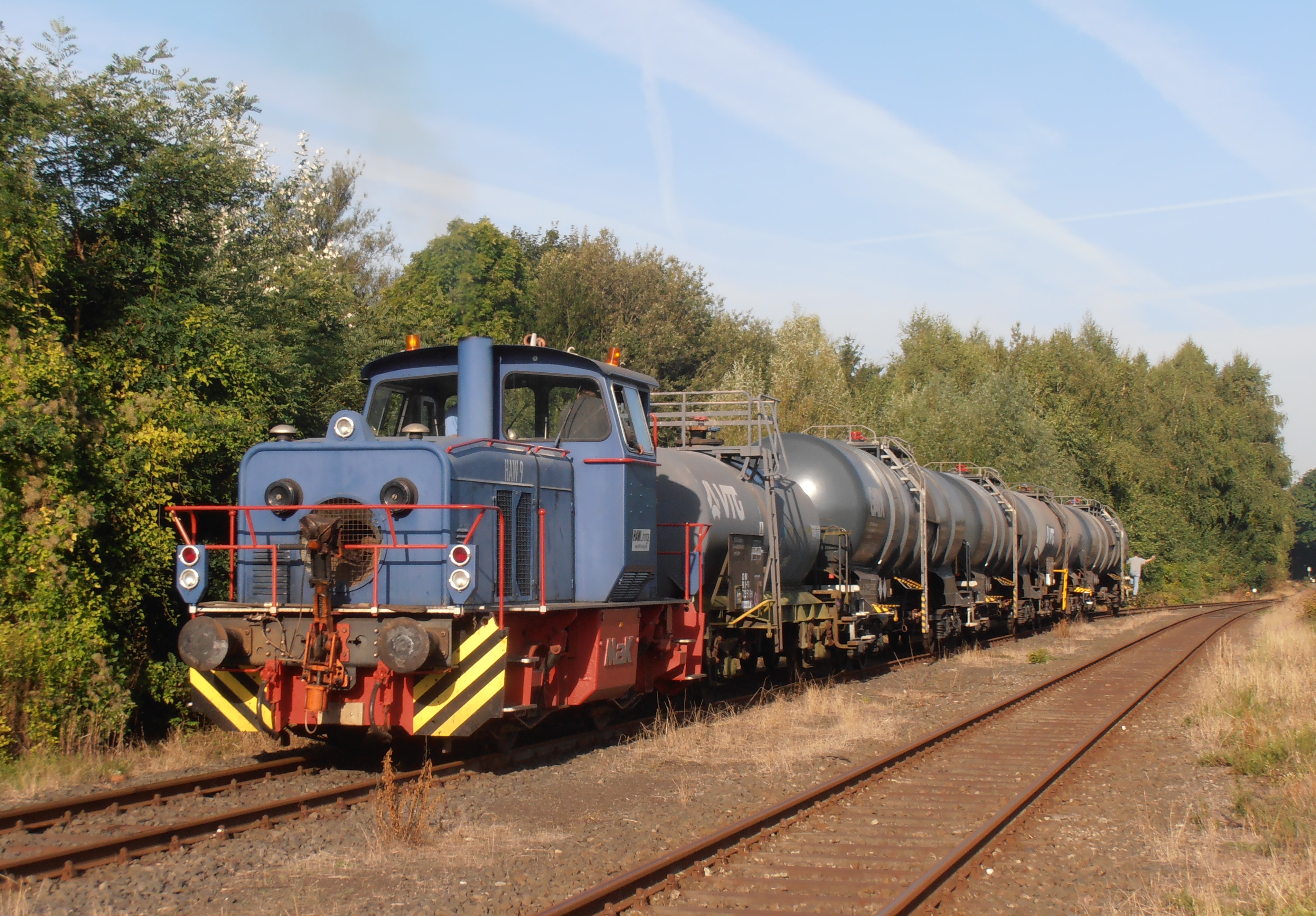
Diesellok HAW 9 beim Rangieren mit Kesselwagen im Bahnhof Derneburg
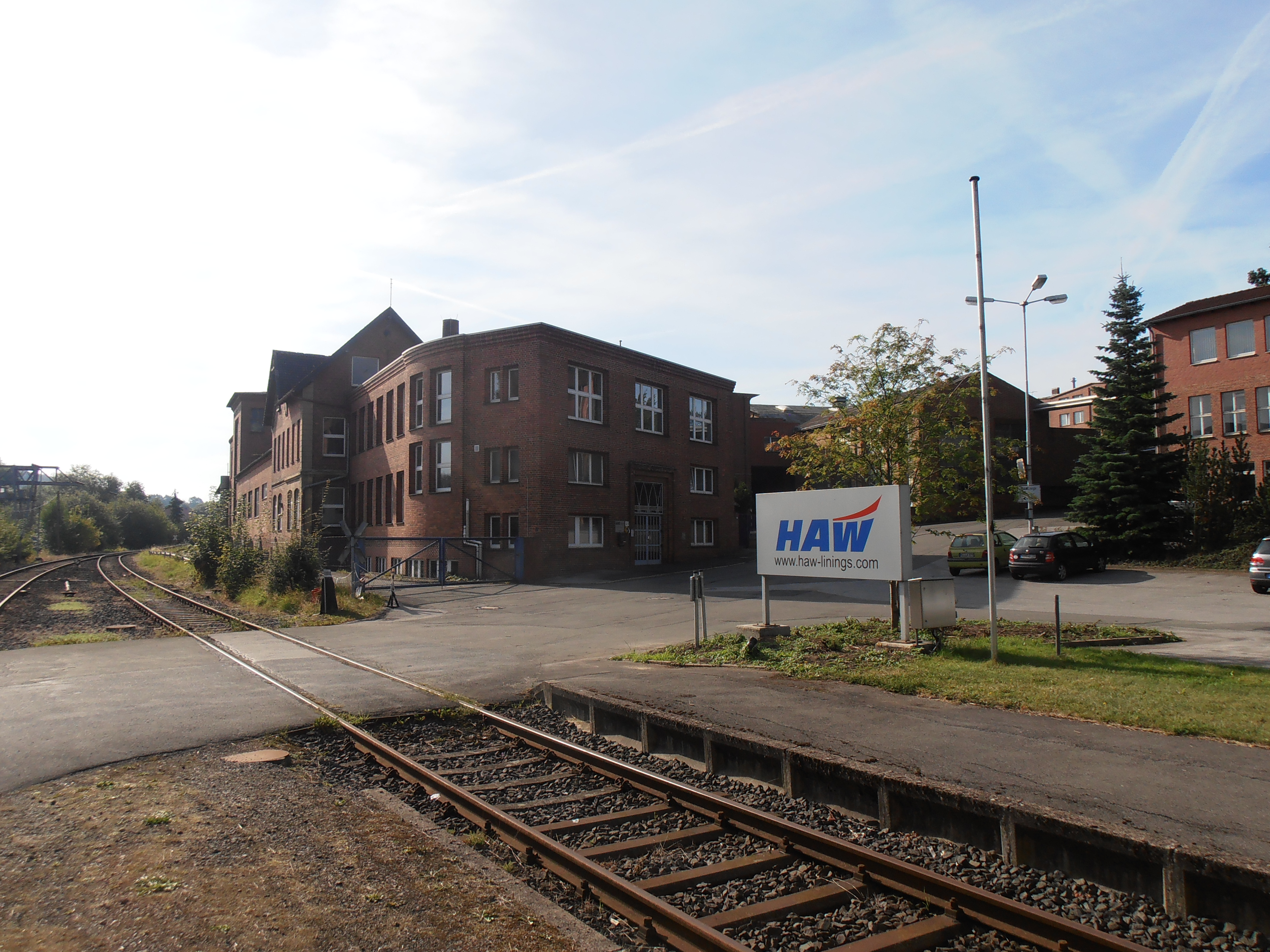
Werk der HAW Linings GmbH in Bornum
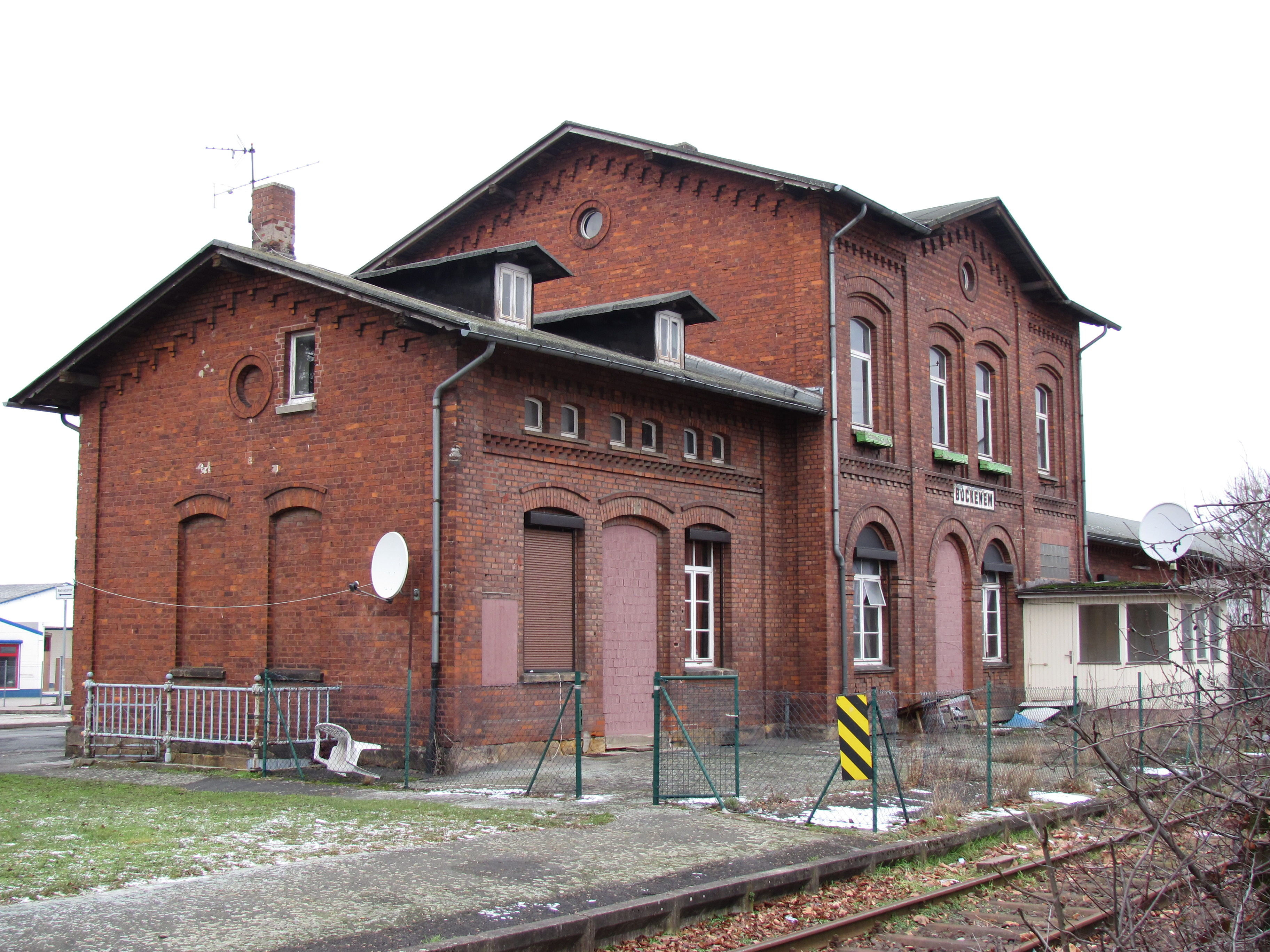
Ehemaliger Bahnhof Bockenem
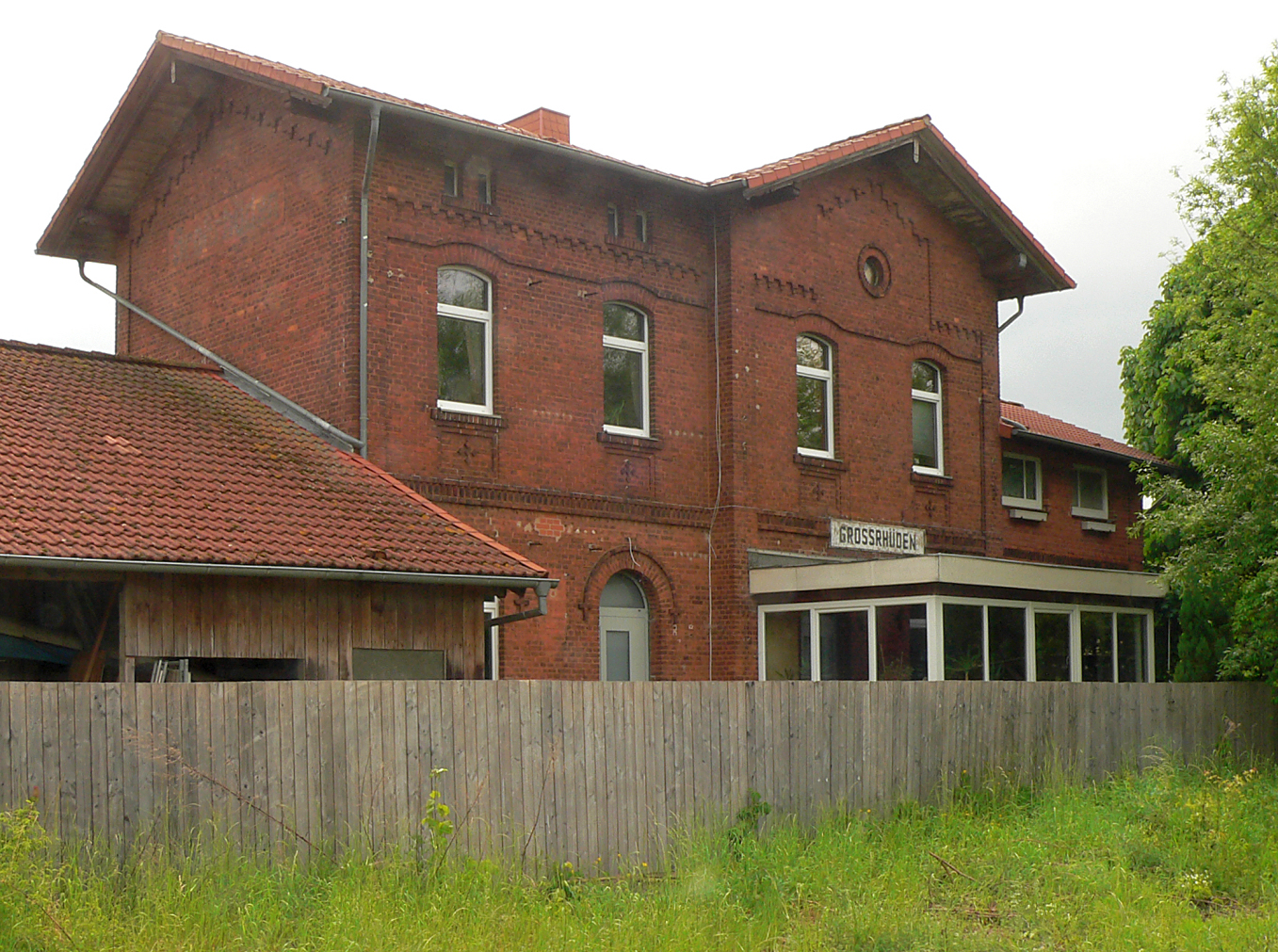
Ehemaliger Bahnhof Grosshüden
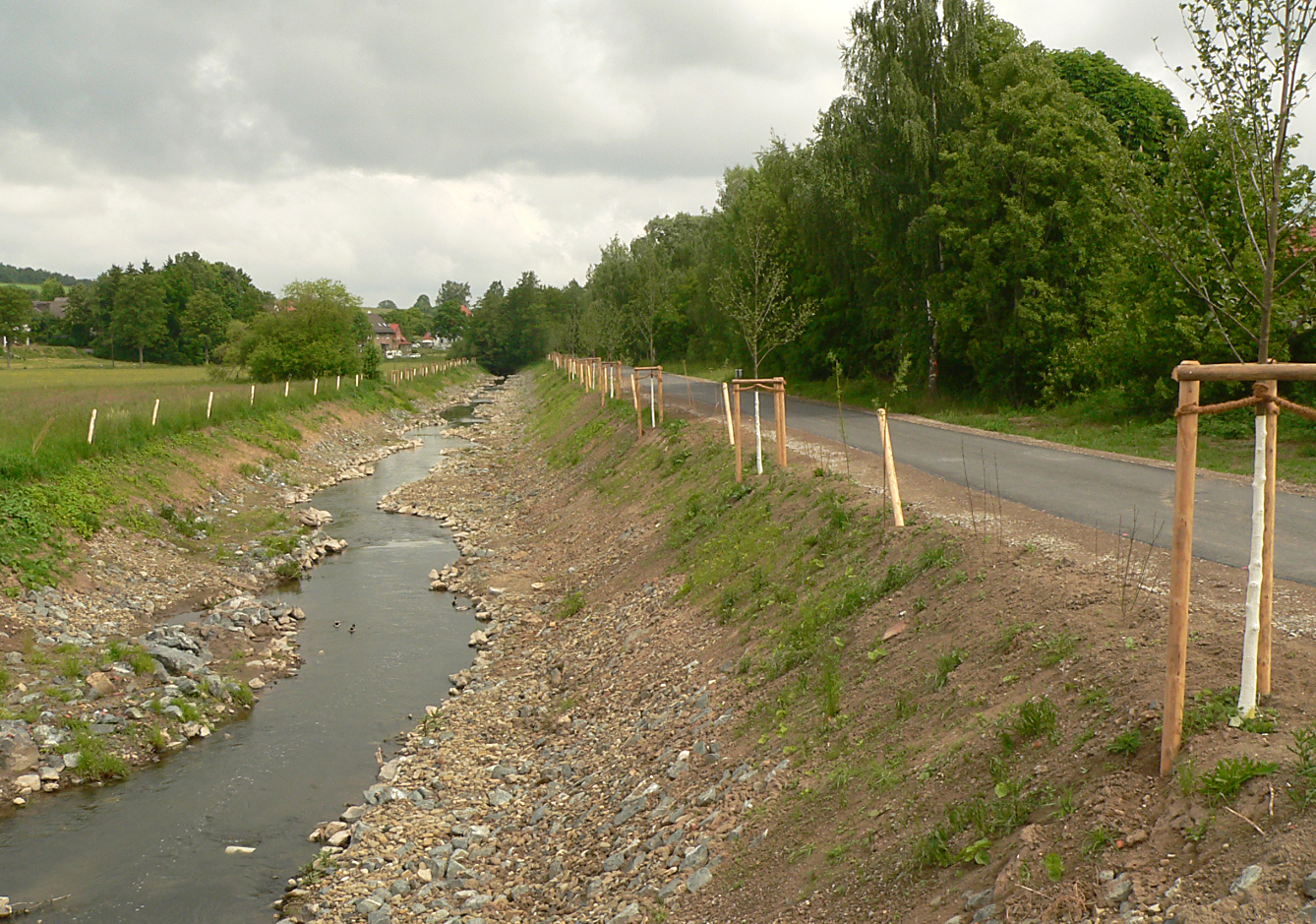
Radwanderweg auf der alten Bahntrasse entlang der Nette in Rhüden